# Thorens-Glières
Thorens-Glières és un municipi francès situat al departament de l'Alta Savoia i a la regió d'Alvèrnia-Roine-Alps. L'any 2007 tenia 2.996 habitants.

## Demografia

### Població
El 2007 la població de fet de Thorens-Glières era de 2.996 persones. Hi havia 1.070 famílies de les quals 277 eren unipersonals (152 homes vivint sols i 125 dones vivint soles), 272 parelles sense fills, 421 parelles amb fills i 100 famílies monoparentals amb fills.
La població ha evolucionat segons el següent gràfic:
Habitants censats

### Habitatges
El 2007 hi havia 1.332 habitatges, 1.094 eren l'habitatge principal de la família, 189 eren segones residències i 49 estaven desocupats. 1.025 eren cases i 285 eren apartaments. Dels 1.094 habitatges principals, 805 estaven ocupats pels seus propietaris, 246 estaven llogats i ocupats pels llogaters i 43 estaven cedits a títol gratuït; 45 tenien una cambra, 113 en tenien dues, 162 en tenien tres, 241 en tenien quatre i 533 en tenien cinc o més. 924 habitatges disposaven pel capbaix d'una plaça de pàrquing. A 423 habitatges hi havia un automòbil i a 588 n'hi havia dos o més.

### Piràmide de població
La piràmide de població per edats i sexe el 2009 era:
| Homes | Edats   | Dones |
| ----- | ------- | ----- |
| 0     | 95 o +  | 0     |
| 4     | 90 a 94 | 4     |
| 12    | 85 a 89 | 4     |
| 8     | 80 a 84 | 20    |
| 28    | 75 a 79 | 20    |
| 32    | 70 a 74 | 28    |
| 56    | 65 a 69 | 56    |
| 44    | 60 a 64 | 52    |
| 48    | 55 a 59 | 52    |
| 92    | 50 a 54 | 72    |
| 84    | 45 a 49 | 88    |
| 96    | 40 a 44 | 144   |
| 136   | 35 a 39 | 124   |
| 140   | 30 a 34 | 104   |
| 68    | 25 a 29 | 72    |
| 64    | 20 a 24 | 52    |
| 104   | 15 a 19 | 76    |
| 112   | 10 a 14 | 96    |
| 80    | 5 a 9   | 108   |
| 64    | 0 a 4   | 64    |

## Economia
El 2007 la població en edat de treballar era de 2.015 persones, 1.425 eren actives i 590 eren inactives. De les 1.425 persones actives 1.344 estaven ocupades (713 homes i 631 dones) i 82 estaven aturades (40 homes i 42 dones). De les 590 persones inactives 138 estaven jubilades, 161 estaven estudiant i 291 estaven classificades com a «altres inactius».

### Ingressos
El 2009 a Thorens-Glières hi havia 1.091 unitats fiscals que integraven 2.930,5 persones, la mediana anual d'ingressos fiscals per persona era de 22.123 €.

### Activitats econòmiques
Dels 114 establiments que hi havia el 2007, 3 eren d'empreses extractives, 4 d'empreses alimentàries, 7 d'empreses de fabricació d'altres productes industrials, 20 d'empreses de construcció, 13 d'empreses de comerç i reparació d'automòbils, 5 d'empreses de transport, 9 d'empreses d'hostatgeria i restauració, 1 d'una empresa d'informació i comunicació, 6 d'empreses financeres, 5 d'empreses immobiliàries, 14 d'empreses de serveis, 18 d'entitats de l'administració pública i 9 d'empreses classificades com a «altres activitats de serveis».
Dels 28 establiments de servei als particulars que hi havia el 2009, 1 era una oficina de correu, 1 una oficina bancària, 1 taller de reparació d'automòbils i de material agrícola, 1 autoescola, 1 paleta, 7 guixaires pintors, 3 fusteries, 4 lampisteries, 1 electricista, 3 perruqueries, 3 restaurants, 1 agència immobiliària i 1 saló de bellesa.
Dels 5 establiments comercials que hi havia el 2009, 1 era una botiga de més de 120 m², 2 fleques, 1 una fleca i 1 una joieria.
L'any 2000 a Thorens-Glières hi havia 47 explotacions agrícoles que ocupaven un total de 1.377 hectàrees.

## Equipaments sanitaris i escolars
L'únic equipament sanitari que hi havia el 2009 era una farmàcia.
El 2009 hi havia 1 escola maternal i 2 escoles elementals.

## Poblacions més properes
El següent diagrama mostra les poblacions més properes.